# Kurt Hubertus Paesler-Luschkowko
Kurt Hubertus Paesler-Luschkowko (auch Kurt Hubertus von Paesler-Luschkowko) (* 3. November 1892 auf Gut Luschkau, Kreis Schwetz, Westpreußen; † 19. Februar 1976 in München) war ein deutscher Maler und Grafiker.

## Leben
Paesler wurde als Sohn des Gutsbesitzers Paul Anton Paesler und der Frida Rasmus auf dem Gut Luschkau im Kreis Schwetz geboren.
Von 1911 bis 1912 machte er eine künstlerische Ausbildung bei Lothar von Kunowski in Düsseldorf und von 1920 bis 1922 bei  Maxmüller und dem Akademielehrer Adolf Schinnerer in München. Es folgten Studienreisen nach Polen und Russland. In den Jahren 1930 bis 1932 hatte der Künstler ein Atelier in der Via Margutta in Rom. Am 26. Mai 1944 heiratete Paesler-Luschkowko, der in beiden Weltkriegen gedient hatte, in der Gutskapelle die Kunstgewerblerin Alice Schreuer aus Wien.
Der Großteil seiner Werke entstand in Marseille, Paris, Rom und München. 1950 schuf er den Freskenzyklus im Generalatshaus der Salvatorianer in der Via della Conciliazione in Rom, im Palazzo Cardinal Cesi. Der Freskenzyklus existiert heutzutage nicht mehr. Im Jahre 1952 entstand im Collegium Germanicum Hungaricum, in der Via S. Nicola da Tolentino, der zweite Freskenzyklus mit der Umgebung der Ländereien des Jesuitenordens als Hauptmotiv (Bracciano, Vicarello, die Ruinenstadt Santa Maria Galeria). Auf einem anderen Stockwerk des Generalats schuf er Fresken der Marienburg, Salzburg, Ragusa, und München. Es folgte daraufhin ein Rötelstiftzyklus der ewigen Stadt, Ostia Antica, Rocca di Papa, und den römischen Ruinen in der Campagna Romana. Es entstanden in gleicher Zeit auch mehrere Aquarelle der Pflanzenwelt der Castelli Romani. Einen letzten Auftrag erhielt Paesler-Luschkowko von der Stadt München. Er zeichnete Häuser und Straßenzüge der Altstadt in der Nachkriegszeit, bevor sie der Stadtsanierung zum Opfer fielen. Eines seiner letzten Bilder ist Darstellung der U-Bahnbaustelle am Stachus.
Der Künstler war mit der Dichterin Ricarda Huch, dem Philosophen Ludwig Klages, dem Autor, Biologen, Herausgeber und Psychotherapeuten Herbert Fritsche, dem österreichischen Maler und Porträtisten Rudolf von Zeileissen, der Tiermalerin Adda Kesselkaul, der Porträtistin Erna Peters-Schüler, und dem Kunsthistoriker Hans Ries, befreundet.
Er zeichnete im Stil der alten Meister mit Rötel und Silberstift. Seine grafischen Werke fanden Eingang in das Kupferstichkabinett Berlin, die Städtische Galerie im Lenbachhaus in München und die Wiener Albertina.
Kurt Hubertus Paesler-Luschkowko starb am 19. Februar 1976 in München im Alter von 83 Jahren. Sein Grab befindet sich auf dem Waldfriedhof.

## Auszeichnungen
- 1932: Albrecht-Dürer-Preis
- 1942: Deutscher Staatspreis (für das Gemälde Schloss Luschkau)
- 1955: Bonner Staatspreis von Olevano (für das Ölgemälde Die Serpentara)[6]